# Schöppenstedt
Schöppenstedt (pronunciación en alemán: /ˈʃœpn̩ˌʃtɛt/ⓘ) es un municipio situado en el distrito de Wolfenbüttel, en el estado federado de Baja Sajonia (Alemania). Su población estimada a finales de 2016 era de 5561 habitantes.
La ciudad, fundada en el siglo VIII a las orillas del pequeño río Altenau, es conocida por su museo de Till Eulenspiegel quien nació en el pueblo de Kneitlingen a cuatro quilómetros de Schöppenstedt. En 1474 fueron otorgados a Schöppenstedt todos los privilegios y derechos de una ciudad. En el centro de la ciudad se hallan algunas viejas casas con entramado de madera, como p. ej. la Sede de los Arzodiáconos que fue construida en 1612. La Iglesia de San Stefano, cuya nave barroca fue construida entre 1730 y 1740, es conocida por su torre inclinada del siglo XII.

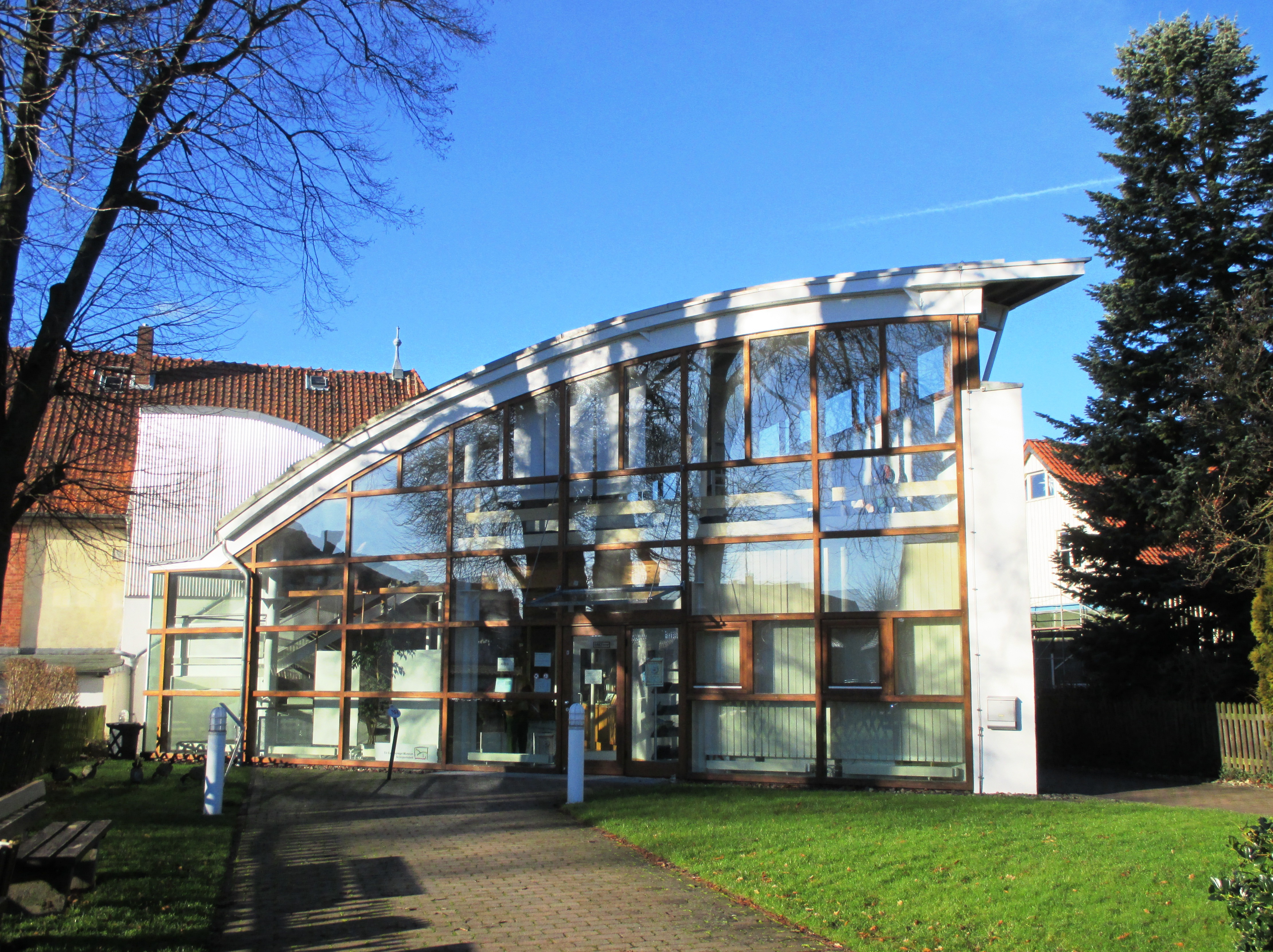
Museo de Till Eulenspiegel

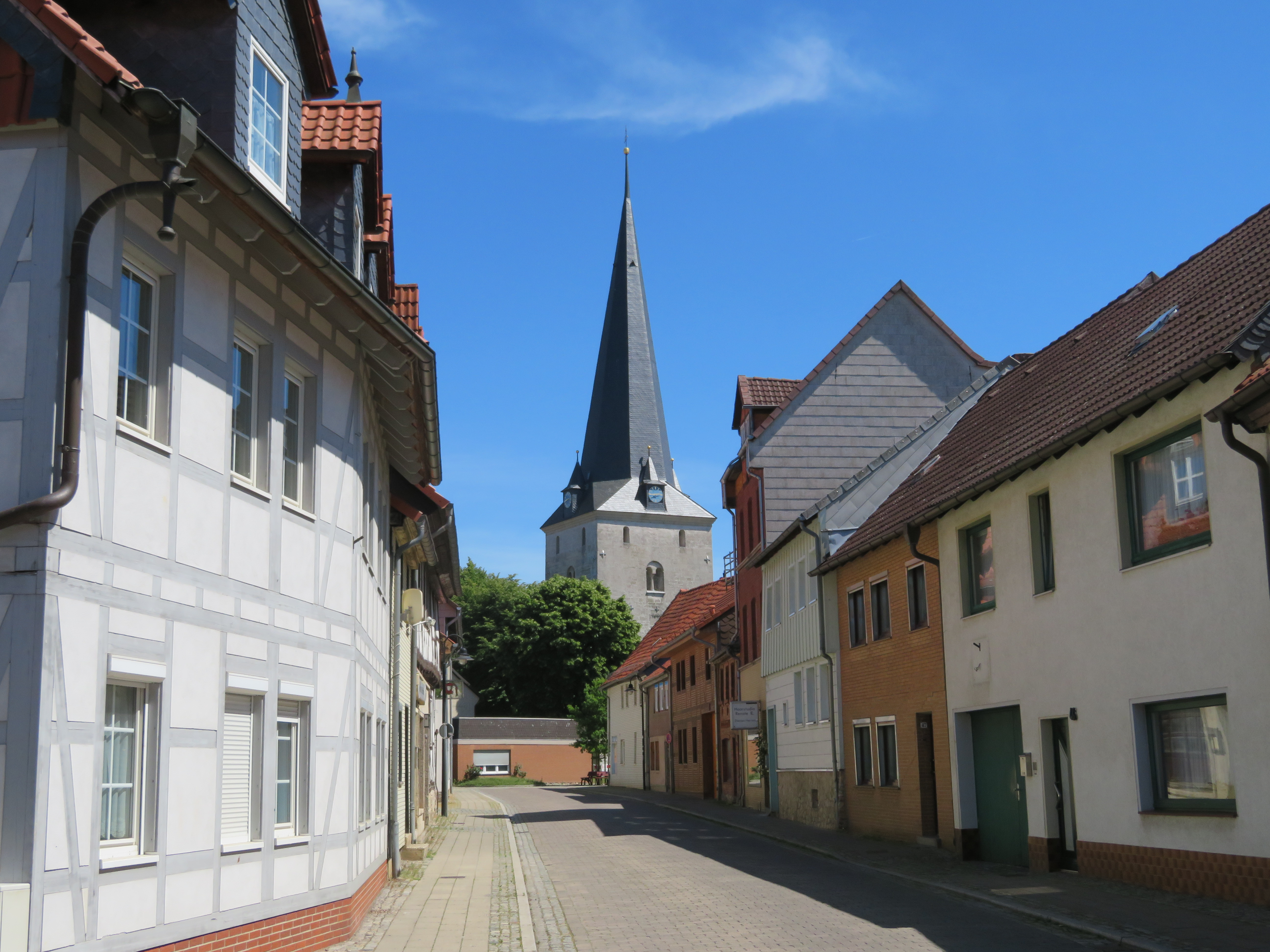
Centro de la ciudad con la Iglesia de San Stefano

Schöppenstedt se encuentra ubicado al sureste del estado, a poca distancia de la frontera con el estado de Sajonia-Anhalt. La ciudad tiene una estación de tren. Desde Schöppenstedt hay fácil acceso en tren a Brunswick y Wolffenbüttel.